# Cryphia radiata
Cryphia radiata là một loài bướm đêm trong họ Noctuidae.